# Henri Brassard
Henri Brassard (* 16. Januar 1950 in Saint-Siméon/Québec) ist ein kanadischer Konzertpianist.

## Leben
Brassard studierte an der École Vincent-d’Indy bei Lucille Brassard und von 1960 bis 1968 bei Yvonne Hubert. Bereits zwölfjährig war er bei verschiedenen Musikwettbewerben, u. a. beim Quebec Kiwanis Festival, erfolgreich. Nachdem er 1965 den Ersten Preis beim Wettbewerb des Montreal Symphony Orchestra (MSO) und 1966 den Zweiten Preis beim CBC Talent Festival gewonnen hatte, trat er 1967 mit dem MSO, dem Toronto Symphony Orchestra und dem Erie Philharmonic Orchestra auf. 1970 nahm er eine LP mit Werken von Mozart und Schubert auf. Nach dem Abschluss an der École Vincent-d’Indy setzte er seine Ausbildung in New York bei Nadia Reisenberg und von 1972  bis 1975 in Wien bei Dieter Weber fort.
Nach seiner Rückkehr nach Kanada gab er 1975 ein Recital im St Lawrence Centre in Toronto, für das er mit dem Floyd S. Chalmers Foundation Award ausgezeichnet wurde. Danach hatte er zahlreiche Auftritte als Solist mit kanadischen Orchestern wie dem  MSO (1977, 1978), dem Quebec Symphony Orchestra (1977), dem CBC Chamber Orchestra (1977, 1979), dem National Arts Centre Orchestra (1979), der CBC Sinfonietta (1986) und dem Orchestre Métropolitain (1989). 1978 unternahm er eine Europatournee, bei der er auch in der Sowjetunion, in Centre Cultural Canadien in Paris und dem Canada House in London auftrat. 
In den 1980er Jahren wandte sich Brassard verstärkt der Kammermusik zu und arbeitete u. a. mit dem Prague Quartet, dem Orford String Quartet und I Musici de Montréal, mit Paul Tortelier (1986) und Augustin Dumay (1988) zusammen. Mit dem Geiger Martin Forster und dem Cellisten Marcel Saint-Cyr (1985 ersetzt durch Richard Naill) gründete er 1980 das Haydn Trio of Montreal, das bis 1986 bestand. Im selben Jahr begann er, an der Université du Québec zu unterrichten. Daneben war er auch im  Hörfunk und Fernsehen, als künstlerischer Leiter, als Dirigent und als Musikproduzent tätig.